# Custody
Custody é um filme dos Estados Unidos de 2016 dirigido e escrito por James Lapine. Foi filmado em Nova York em maio de 2015. O filme estreou mundialmente na seção Spotlight do Festival de Cinema de Tribeca de 2016. O filme estreou no Lifetime em 4 de março de 2017.

## Sinopse
O filme estrela Viola Davis como uma juiza que preside o caso de custódia de uma mulher Latina chamada Sara (interpretada por Catalina Sandino Moreno), que está desesperada para manter seus filhos. Hayden Panettiere desempenha a advogada dada ao caso de Sara.

## Elenco
- Viola Davis .... Juíza Martha Schulman
- Catalina Sandino Moreno .... Sara Diaz
- Hayden Panettiere .... Ally Fisher
- Ellen Burstyn .... Beatrice Fisher
- Selenis Leyva .... Jackie, amigo de Sara
- Olga Merediz .... Joyce, mãe de Sara
- Dan Fogler .... Keith Denholz
- Raúl Esparza
- Tony Shalhoub .... Jason Schulman
- Kate Jennings Grant .... Nancy
- Stephen Kunken .... Mark Dooley
- Julius Tennon .... Oficial da corte Joe

## Recepção
Nigel M Smith, em sua crítica para o The Guardian disse que o filme é "um entretenimento em camadas e delicadamente forjado. (...) Os desafios para cada personagem são altos (...) O roteiro ocupado de Lapine flerta com o melodrama mas sabiamente nunca segue todo o caminho, em vez opta por honrar seus personagens defeituosos."